# Маленькая купальщица
«Маленькая купальщица» — картина французского художника Тома Кутюра из собрания Государственного Эрмитажа.
На картине изображена обнажённая девочка лет десяти, сидящая у воды на камне, покрытом тканью. Рядом с девочкой лежит яблоко и золотой наперсный крестик на красной ленте — яблоко символизирует собой запретный плод искушения и, соответственно, является символом грехопадения, однако ему противостоит крест, являющийся символом веры. Слева на камне чуть ниже креста стоят инициалы художника и дата: Т. С. 1849.
Картина написана в 1849 году и в конце 1850-х годов была куплена графом Н. А. Кушелевым-Безбородко. После смерти владельца картина, как и все произведения из собрания Кушелева-Безбородко, по завещанию была передана в Музей Академии художеств и вошла там в состав особой Кушелевской галереи, в галерейном каталоге 1868 года числилась под названием «Девочка в лесу» (также упоминается под названиями «Девочка в роще», «Этюд девочки» и «Девочка в саду»); в 1922 году была передана в Государственный Эрмитаж. Выставляется в здании Главного штаба на 4-м этаже в залах живописи Парижского салона.
Главный научный сотрудник Отдела западноевропейского изобразительного искусства Государственного Эрмитажа, доктор искусствоведения А. Г. Костеневич в своём очерке французского искусства XIX — начала XX века, оценивая творчество Кутюра, писал:

…небольшие и простые картины, вроде «Маленькой купальщицы», гарантируют ему место на скрижалях живописи прошлого столетия. В такой картине эрудиция бытописателя античной эпохи стушевывается перед изяществом, с которым написано обнажённое тело девочки среди зелени, хотя и здесь, конечно не обходится без салонной красивости.

- «Маленькая купальщица» в раме
- Здание Главного штаба. Зал живописи Парижского салона. XIX век. Слева направо: Ф. Фламенг «Купание придворных дам в XVIII веке», Т. Кутюр «Маленькая купальщица», Ж. Ж. Лефевр «Мария Магдалина в гроте»